# Runy

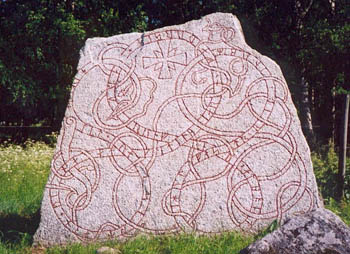
Vaksalský kámen popsaný runami mladšího futharku

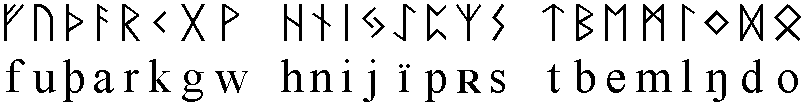
Starší futhark

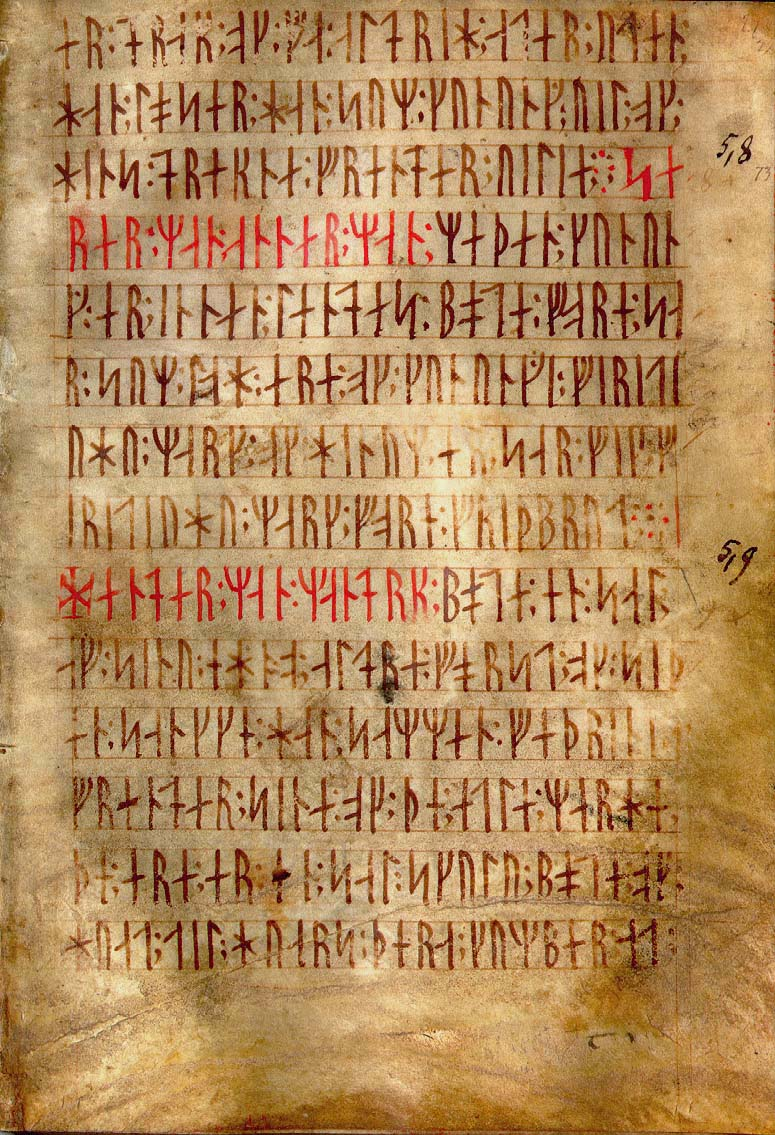
Codex Runicus, pergamenový rukopis cca z roku 1300 n. l. Jeden z nejstarších a nejlépe zachovaných textů Skandinávského práva

Runy jsou znaky, podle jedné hypotézy odvozené pravděpodobně z písma etruského a řeckého. Tyto znakové sady se používaly v germánských jazycích, především pak ve Skandinávii a na Britských ostrovech, a to v pozdním období rané doby dějinné (též označované jako protohistorie) a v raném středověku. První runové nápisy pocházejí podle názoru norských archeologů z období mezi 250 př. n. l. a přelomem letopočtu.
Runová abeceda byla převážně nahrazena latinkou v souvislosti s přijímáním křesťanství. Archeologický nález z Břeclavska dokladuje, že středoevropští Slované přišli do kontaktu s runami okolo roku 600 (tedy dříve, než bylo zavedeno nejstarší slovanské písmo – hlaholice).
Používání runové abecedy ke speciálním účelům (např. k dekoracím) vydrželo na švédském venkově až do začátku 20. století.

## Původ run
Původ runových zápisů je stále nejistý. Mnoho znaků staršího futharku je na pohled blízce podobno znakům latinky. Některé další runy se potom podobají znakům severoitalské, rétské, lepontské či venetské abecedy z 5. až 1. století př. n. l., které jsou si navzájem dosti podobné a jsou následovníky staré italské abecedy. Nicméně souvislost není věrohodně doložitelná a prvotní hypotéza původu, která poukazovala na možnost zjednodušení znaků uvedených abeced, respektive jejich úpravu pro ulehčení záznamu rytím a tesáním, byla opuštěna (nejsilnějším protiargumentem je fakt, že některé tvary run jsou pro rytí/tesání mnohem složitější, než by byly jejich uvažované vzory). Runy by tedy bylo možno nejspíše považovat za nezávisle vzniklé, respektive jen se základním vztahem vzniklé, původní germánské písmo (z cca 1. až 2. stol. n. l.?).
Runová abeceda se nazývá futhark/futhork (dříve se runa Ansuz vyslovovala jako A, později jako O), a to podle prvních písmen (stejně jako a-be-ce-da) a je rozdělena na 3 sady (skupiny písmen), nazývané potom aettir (pl.) (aett sg.) (= „rodiny“). Existuje několik druhů futharku, drobně se lišících ve vzhledu jednotlivých písmen nebo jejich významu.
První futhark (germánský futhark prostý) obsahuje 24 znaků, druhý (anglosaský futhork) 28–33 znaků a třetí (vikinský futhork) jenom 16 znaků. Runy sloužily nejen k zápisu textů, ale především k magickým účelům, jako je věštba nebo různé formule a talismany. Ačkoliv se runové znaky podařilo rozluštit, smysl některých textů zůstává utajen. Runy nerozeznávají rozdíly mezi dlouhými a krátkými samohláskami.
Runy se obvykle ryly do kamenů či dřeva. V případě rituálního nebo magického použití pak byly dodržovány postupy popsané v básni Runatál, části ságy Hávamál (Výroky Vysokého), především pak barvení, které se provádělo též i krví pisatele.
Runoví mistři – runici i mistryně – alruny (na Severu bylo vždy[zdroj?] lepší postavení žen, než tomu bylo u žen slovanských, především byly ženy preferovány v úkonech týkajících se magie, věštění a léčení), jinak též obecně runopisci, četli runy složené z větviček, tesali do skal a kamenů, vyřezávali je do dřeva, používali pro komunikaci na dálku a při zapisování skaldských veršů a samozřejmě při věštbách (runové kalendáře) a zaříkadlech.

### Sága o původu run
Runám se přičítá božský původ. Ságy praví, že bůh Ódin obětoval sám sebe, aby dosáhl vyššího vědění. Tato historie je popsána v jednom ze základních děl severské mytologie, epické básni Runatál, která je částí rozsáhlého díla Hávamálu. Následující úryvek popisuje Odinovu oběť:
| „ | On visel na větry zmítaném stromě, v neznámu co koření; jsa proklán kopím po devět nocí moudrý Ódin sám sobě obětí. Nejedl chléb a nepil nic, jen hleděl v hlubin tmy, pak zaplakal a runy vzal. Konečně vrátil se. | “ |

Podělil se pak o své vědění s elfy, trpaslíky, obry a dokonce i lidmi, což je detailně popsáno v dalším úryvku z Runatálu:
| „ | Pro Ásy Ódin, pro elfy Dain, Dvalin pro trpaslíků svět, Asvid pro obry ukrutné, a teď je ryju já. Než stvořen člověk, Thund je ryl, Co rychle vzchází, uvadá. | “ |

V Runatálu je rovněž obsažena část popisující umění práce s runami. Jsou zde vyjmenovány jednotlivé úkony, které musí schopný runopisec ovládat:
| „ | Umět je rýt, umět je číst, vědět jak barvit, ověřit, kterak se ptát a oběť dát, odeslat je, i moc jim vzít. | “ |

## Runy a Slované
Přelomový, nejstarší nález písma na slovanském území jsou runy prvního futharku (zvířecí žebro tura domácího s vyrytým nápisem posledních sedmi run „abecedy“ futharku, lokalita Lány u Břeclavi, období 600 n. l.).

## Nejpoužívanější runové sady
- Germánský futhark prostý
- Anglosaský futhork
- Vikinský futhork